# ASZ Omónia Lefkoszíasz
Az Omónia Lefkoszíasz, vagy Omónia Nicosia (görögül: θλητικός Σύλλογος Ομόνοια Λευκωσίας, magyar átírásban: Athlitikósz Szílogosz Omónia Lefkoszíasz, magyar fordításban: Omónia Atlétikai Klub,  nyugati sajtóban: Omonia Nicosia) egy ciprusi atlétikai klub Nicosiából, melynek labdarúgócsapata jelenleg a ciprusi labdarúgó-bajnokság első osztályában szerepel. 20 alkalommal nyerte meg a ciprusi bajnokságot, 13 alkalommal hódította el a ciprusi labdarúgókupát, illetve 14 alkalommal diadalmaskodott a ciprusi labdarúgó-szuperkupában.
A klubot 1948-ban alapították és 1953-ban csatlakozott a Ciprusi labdarúgó-szövetséghez. Mint egy atlétikai egyesület, több szakosztállyal rendelkezik: futsal, kerékpár, kosárlabda, röplabda, de a leghíresebb és legeredményesebb a labdarúgó-szakosztály.

## Sikerei
Labdarúgás
- Ciprusi bajnokság (Protáthlima A’ Katigoríasz)

Bajnok: 21 alkalommal (1961, 1966, 1972, 1974, 1975, 1976, 1977, 1978, 1979, 1981, 1982, 1983, 1984, 1985, 1987, 1989, 1993, 2001, 2003, 2010, 2021)
Ezüstérmes: 16 alkalommal (1960, 1962, 1968, 1969, 1980, 1986, 1990, 1995, 1998, 1999, 2000, 2004, 2006, 2007, 2009, 2011)
Bronzérmes: 8 alkalommal (1957, 1963, 1970, 1988, 1996, 1997, 2005, 2008)
- Ciprusi kupa (Kípelo Kípru)

Győztes: 16 alkalommal (1965, 1972, 1974, 1980, 1981, 1982, 1983, 1988, 1991, 1994, 2000, 2005, 2011, 2012, 2022, 2023)
Ezüstérmes: 15 alkalommal (1969, 1971, 1990, 1992, 1997, 2007)
- Ciprusi szuperkupa

Győztes: 15 alkalommal (1966, 1979, 1980, 1981, 1982, 1983, 1987, 1988, 1989, 1991, 1994, 2001, 2003, 2005, 2010)

## Játékosok

### A klub egykori magyar labdarúgói
- Dzurják József
- Leandro